# Accord avec note ajoutée

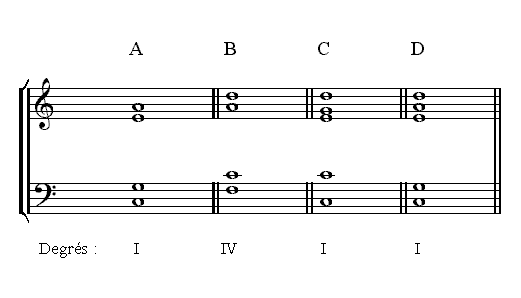
Accords avec note ajoutées

En harmonie tonale, un accord avec note ajoutée est un accord de trois notes de structure classique, auquel on ajoute une note supplémentaire qui va jouer le rôle d'une appoggiature supérieure non résolue. Les notes ajoutées sont des notes étrangères qui « brouillent » la couleur initiale de l'accord sans pour autant modifier sa fonction.
L'étude de tels accords est un peu à la frontière de la musique tonale purement « classique », et se rattache davantage au jazz et au blues, ou, plus généralement, aux musiques populaires qui en sont dérivées.

## Accord avec sixte ajoutée
Un accord avec sixte ajoutée est un accord placé sur l'un des trois meilleurs degrés — très souvent la tonique ou la sous-dominante — auquel on ajoute une sixte majeure — et ce, quel que soit le mode — disposée de préférence à la partie supérieure (exemples A, B & D).
L'accord avec sixte ajoutée placé sur le IVe degré est très employé. Un tel accord peut également s'analyser comme un accord de quatre notes du IIe degré, à l'état de premier renversement : même fonction de sous-dominante, même basse et mêmes sons (exemple B).

## Accord avec neuvième ajoutée
Un accord avec neuvième ajoutée est le même que le précédent, auquel on ajoute cette fois, une neuvième majeure. Très souvent, l'accord avec neuvième ajoutée a également la sixte ajoutée. Ici encore, sixte et neuvième gagneront à être disposées à la partie supérieure (exemples C & D).
L'accord avec note « blues », très employé dans les musiques de jazz et de blues, peut être considéré comme un accord avec note ajoutée. Il s'agit d'un accord majeur appartenant à une tonalité majeure — on l'utilise le plus souvent sur le Ier degré — qui fait entendre simultanément une tierce mineure à la partie supérieure.